# Patrick Groetzki
Patrick Groetzki (født 4. juli 1989 i Pforzheim) er en tysk håndboldspiller, der spiller for den tyske Bundesligaklub Rhein-Neckar Löwen og på det tyske landshold. Han er venstrehåndet og spiller venstre fløj.
Groetzki begyndte sin karriere i SG Pforzheim/Eutingen, hvor han spillede som ung. Som 18-årig kom han til Rhein-Neckar Löwen, hvor han har spillet lige siden. I 2018 blev han den spiller, der har spillet flest kampe for klubben, da han nåede kamp 344.
Han var med på det tyske juniorlandshold, der i 2009 vandt VM-guld med finalesejr over Danmark. Han fik debut på A-landsholdet 17. juni 2009 i en kamp mod Hviderusland. Han har siden spillet mere end 150 kampe for holdet, og han var blandt andet med ved OL 2016, hvor Tyskland vandt bronze. Groetzki fik dog ikke spilletid i turneringen.